# 烟丝

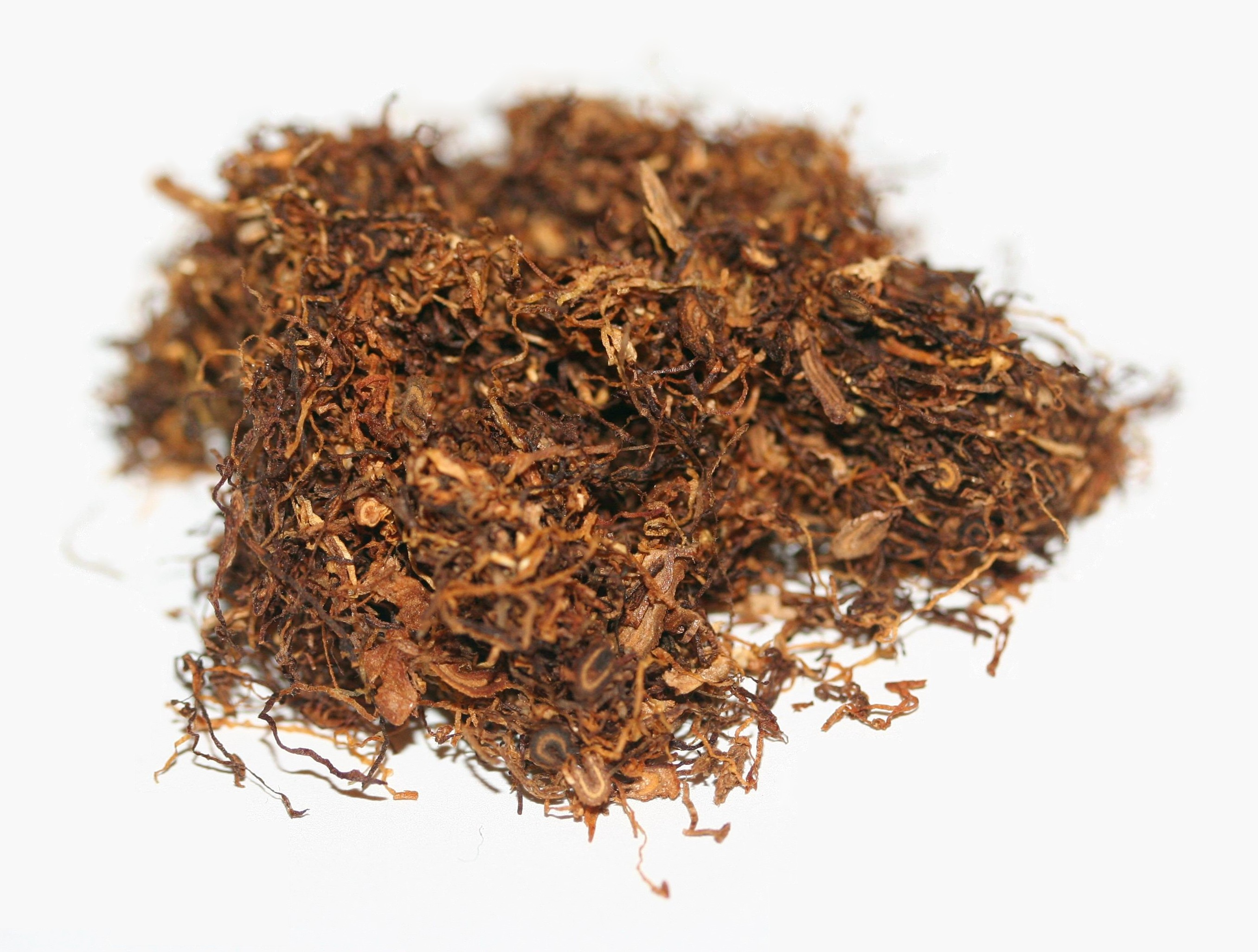
烟丝

烟丝是指被切碎的烟叶，用卷烟纸將烟丝包起來後的香煙被稱為卷烟。有時烟丝中還會放入香精和甜料。烟丝可以分為絲状、粒状、片状、碎絲状四种。烟丝應該點燃后30秒內不熄火。